# リチャード・ドーソン (音楽家)
リチャード・ドーソン（Richard Dawson）は、イングランドのニューカッスル・アポン・タイン出身のフォーク音楽の音楽家。彼の2014年のアルバム『Nothing Important』は、Weird World からリリースされ、批評家たちの注目を集めた。

## 経歴
ドーソンは、ニューカッスルで育ち、子どものころから歌うことに興味をもち、アメリカ合衆国の歌手たち、例えば、フェイス・ノー・モアのマイク・パットンなどを真似て歌っていた。10年ほど、レコード販売店で働いた後、プロの音楽家として活動し始めた。彼は、高価ではないナイロン弦のアコースティック・ギターを買い、誤ってこれを壊してしまった。このギターを修理に出したところ、戻ってきた楽器がユニークは音を出すことに、彼は気づき、今ではメインの楽器として使うようになっている。
ドーソンが、ブルース音楽に取り組むアプローチは、キャプテン・ビーフハートのイングランド版だと表現されてきた。ドーソン自身は、イスラム神秘主義（スーフィズム）に捧げられた音楽であるカッワーリーや、ケニヤのフォーク・ギタリストであるヘンリー・マコビ (Henry Makobi)、フォーク・ミュージシャンのマイク・ウォーターソンなどから影響を受けたと述べている。アルバム『The Glass Trunk』（2013年）と『Nothing Important』（2014年）では、ドーソンが「何か親族であるかのような精神 (somewhat of a kindred spirit)」を感じるというハープ奏者のロドリ・デイヴィスが共演した。ドーソンとデイヴィス (Dawson and Davies) は、2013年には共作アルバム『Dawson-Davies: Hen Ogledd』をリリースし、ドーソンはまた、ソロでの作品を「Eyeballs（アイボールズ）」という名義でも発表してきた。
『Nothing Important』以降、ドーソンは、フェンダーのギターを、オレンジのアンプに直列につないで演奏している。彼はまた、iOSのアプリ「ThumbJam」による合成音を使ったり、ごく基本的な知識しかないままにサクソフォーンを演奏したりしている。
ドーソンの歌詞は、死への言及など暗い内容を扱っている。例えば、アルバム『The Glass Trunk』の制作に際し、彼はタイン・アンド・ウィアのアーカイブに関するデータベースを使って、「死」を検索し、殺人事件や傷害事件を報じた古い新聞記事からインスピレーションを得ている。アルバム『Nothing Important』に収録された「The Vile Stuff」という曲は、様々な出来事を連続して語る内容となっているが、その中には、子どもの頃、学校の遠足で出かけた先でココナッツの殻を割ろうとして、ドライバーで手に穴を開けてしまった、という話も含まれている。

## ディスコグラフィ

### アルバム
- Richard Dawson Sings Songs and Plays Guitar (2007, Downbeat Records)
- Motherland (2008, Pink Triangle)
- Dawson May Jazzfinger Clay with Nev Clay, Ally May & Jazzfinger (2009, Pink Triangle)
- The Magic Bridge (2011, Pink Triangle/Box Records)
- The Glass Trunk (2013, alt.vinyl)
- Dawson-Davies: Hen Ogledd with Rhodri Davies (2013, alt.vinyl)
- Nothing Important (2014, Weird World)